# Mantes-la-Ville
 Mantes-la-Ville  es una población y comuna francesa, en la región de Isla de Francia, departamento de Yvelines, en el distrito de Mantes-la-Jolie. Es el chef-lieu y mayor población del cantón de Mantes-la-Ville.

## Demografía
| 811                       | 832 | 725 | 788 | 938 | 909 | 971 | 1 001 | 748 | 788 | 844 | 932 | 990 | 1 058 | 1 211 | 1 303 | 1 610 | 1 859 | 2 088 | 2 322 | 2 720 | 3 604 | 5 414 | 6 011 | 5 780 | 6 670 | 10 319 | 14 632 | 16 708 | 17 360 | 19 081 | 19 231 | 18 739 |
| (Fuente: INSEE y Cassini) |     |     |     |     |     |     |       |     |     |     |     |     |       |       |       |       |       |       |       |       |       |       |       |       |       |        |        |        |        |        |        |        |

Forma parte de la aglomeración urbana de París.

## Educación
- Institut des sciences et techniques des Yvelines